# Wladimir Ossipowitsch Sherwood

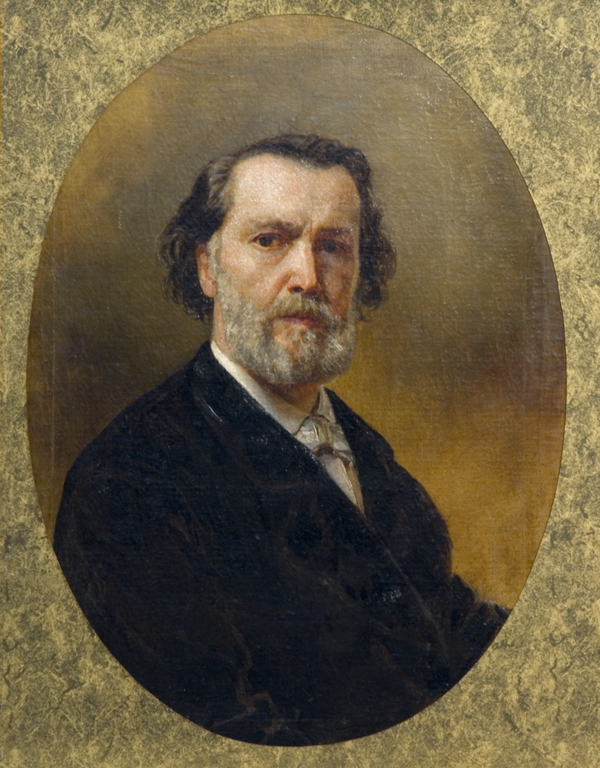
Wladimir Ossipowitsch Sherwood (Selbstporträt, 1876, Staatliches Historisches Museum, Moskau)

Wladimir Ossipowitsch (Iossifowitsch) Sherwood (russisch Владимир Осипович (Иосифович) Шервуд; * 18. Augustjul. / 30. August 1832greg. in Istlejewo, Kassimowski rajon; † 9. Julijul. / 21. Juli 1897greg. in Moskau) war ein russischer Maler, Architekt und Bildhauer.

## Leben
Sherwoods Vater Joseph (Ossip) Sherwood besaß eine Tuchfabrik in Istlejewo im Gouvernement Tambow. Sherwoods Großvater William (Wassili) Sherwood kam 1800 als Ingenieur aus Greenwich nach St. Petersburg und arbeitete in der Alexander-Manufaktur, so dass er dann dort blieb. Der Großvater mütterlicherseits Nikolai Stepanowitsch Koschelewski war Architekt und Ingenieur. Sherwoods Onkel Iwan Wassiljewitsch Sherwood-Werny war Offizier der russischen Armee und verriet die Dekabristen. Als Sherwood 1838 verwaiste, nahm ihn zunächst seine Tante D. N. Koschelewska in Moskau auf. 1840–1848 besuchte er die Moskauer Waisen-Vermessungsschule, an der Pawel Petrowitsch Sykow Architektur unterrichtete. Es folgte 1848–1849 die Architektur-Schule am Moskauer Hofkontor. In dieser Zeit lernte er Nikolai Wassiljewitsch Gogol kennen. Nach der Architektur-Schule studierte er an der Moskauer Hochschule für Malerei, Bildhauerei und Architektur mit Abschluss 1857 als freier Künstler der Landschaftsmalerei.
1860 folgte Sherwood der Einladung von Charles Dickens, ein Familienporträt der Familie Dickens zu malen. In England malte er Porträts und Landschaften und entwarf versuchsweise Architekturprojekte. 1865 kehrte er nach Moskau zurück und schuf Porträts von Nikolai Christoforowitsch Ketscher, Fjodor Iwanowitsch Tjuttschew, Iwan Jegorowitsch Sabelin, Sergei Michailowitsch Solowjow, Wladimir Iwanowitsch Guerrier, Dmitri Iwanowitsch Ilowaiski, Fjodor Jewgenjewitsch Korsch und Boris Nikolajewitsch Tschitscherin. 1868 erhielt er von der St. Petersburger Akademie der Künste den Titel Künstler III. Klasse für sein Gemälde Christus im Gespräch mit Nikodemus. Im folgenden Jahr mit der Ausstellung seiner Porträts wurde er Künstler I. Klasse und 1872 Mitglied der Akademie der Künste.
Sherwood interessierte sich auch für die Bildhauerei und die altrussische Architektur. 1873 wurde er für den Ausschreibungswettbewerb zu einem Projekt für das Gebäude des Historischen Museums im Stil des 16. Jahrhunderts analog zum Kreml auf der Grundlage des von der Museumskommission erarbeiteten Programms aufgefordert. Für den Bau des Museums bestimmte die Moskauer Stadtduma im April 1874 das Grundstück an der Nordseite des Roten Platzes mit dem abzureißenden städtischen Gebäude. Nach der Vorprüfung des Projekts im Juli 1874 und der Prüfung der sieben eingereichten Projekte erhielten Sherwood und der Ingenieur Anatoli Alexandrowitsch Semjonow im Mai 1875 den ersten Preis. Für die Skulptur Der Bojan (Der Sänger) für das Historische Museum erhielt Sherwood auf der Allrussischen Ausstellung 1882 einen Preis.
Als 1880 ein neues Denkmal für die Helden von Plewen diskutiert wurde, schlug I. J. Sabelin für die Gestaltung des Denkmals Sherwood vor. Nach dem ersten Entwurf sollte in der Nähe von Plewen auf einem Hügel eine Kapelle mit einer Höhe von mehr als 20 m und vier Skulpturengruppen gebaut werden. 1882 verringerte Sherwood die Größe und ersetzte die Skulpturengruppen durch Hautreliefs. 1887 wurde das Denkmal der Helden von Plewen auf dem Platz des Iljinskije Worota (Iljinka-Tor) in Moskau beschlossen.
1889 errichtete Sherwood das Denkmal mit einer Statue Alexanders II. in Samara. 1927 wurde Alexander II. durch Lenin ersetzt.
1897 schuf Sherwood das Denkmal für den Chirurgen Nikolai Iwanowitsch Pirogow vor der chirurgischen Klinik an der Großen Pirogowskaja-Straße.
Sherwood war verheiratet und hatte neun Kinder. Er wurde auf dem Staroje Donskoje Friedhof begraben. Seine Söhne Sergei und Wladimir waren Architekten, während Leonid Bildhauer war. Sein Enkel Wladimir Andrejewitsch Faworski war Künstler und Rektor der WChUTEMAS.

## Werke

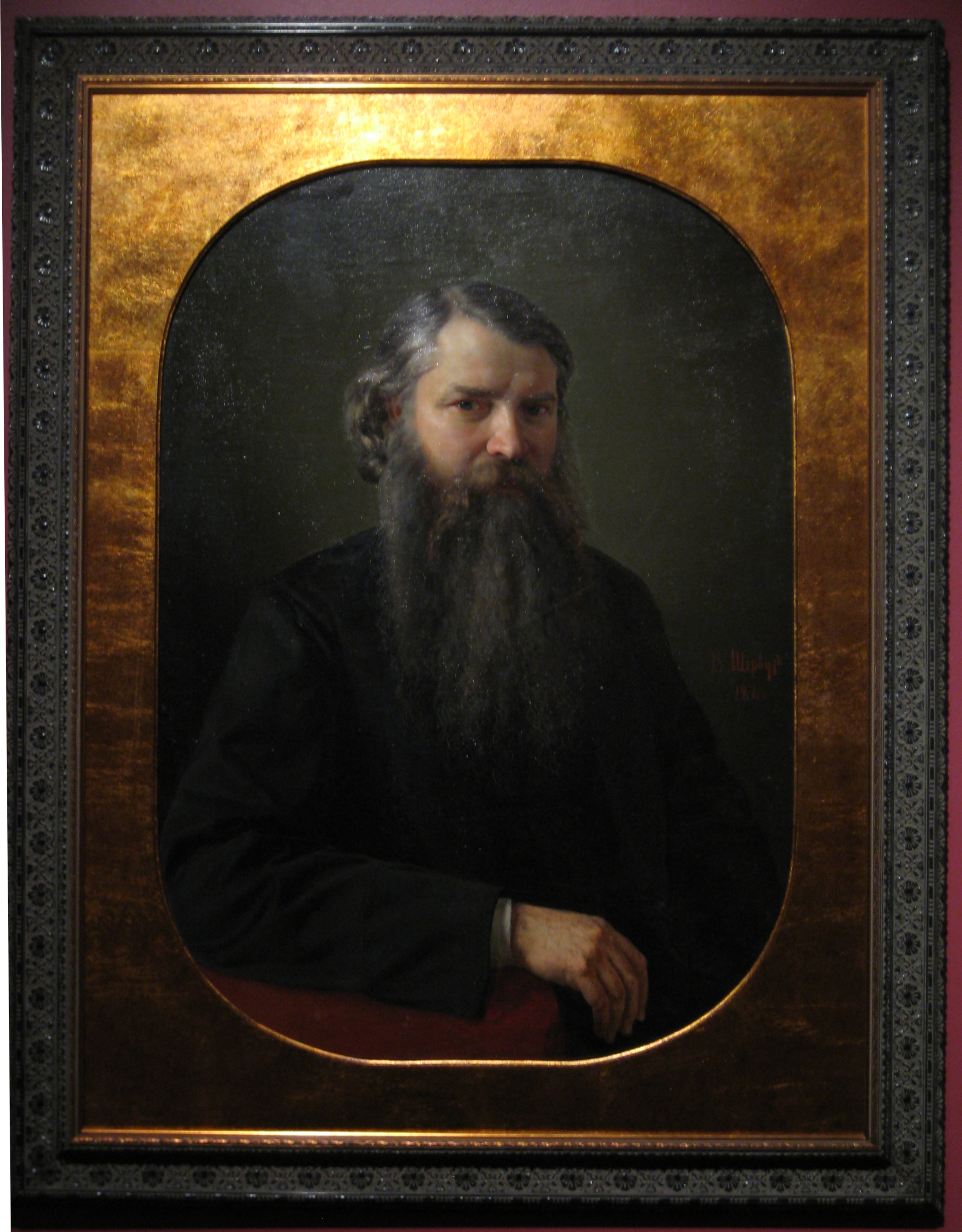
Iwan Jegorowitsch Sabelin
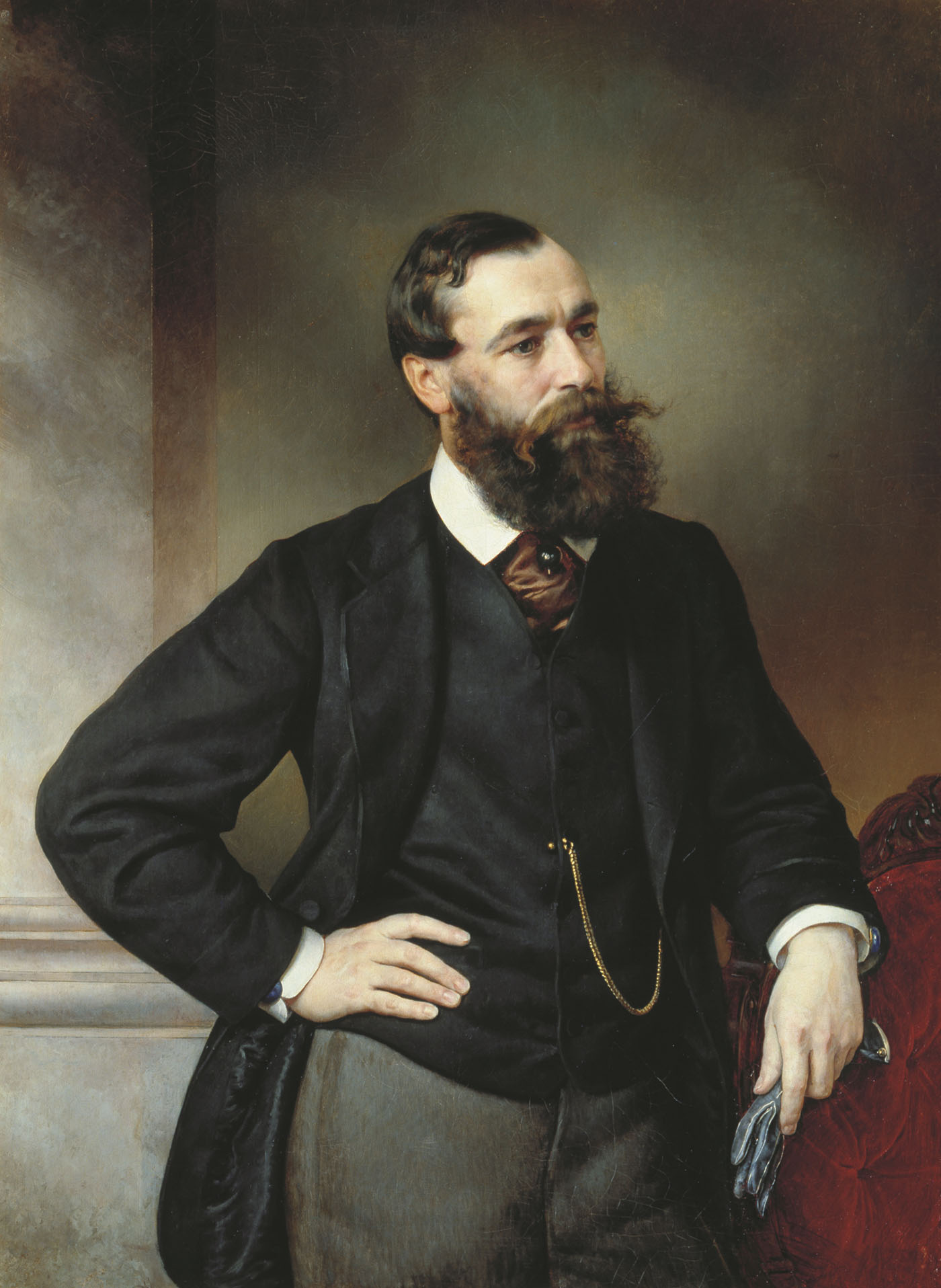
Boris Nikolajewitsch Tschitscherin
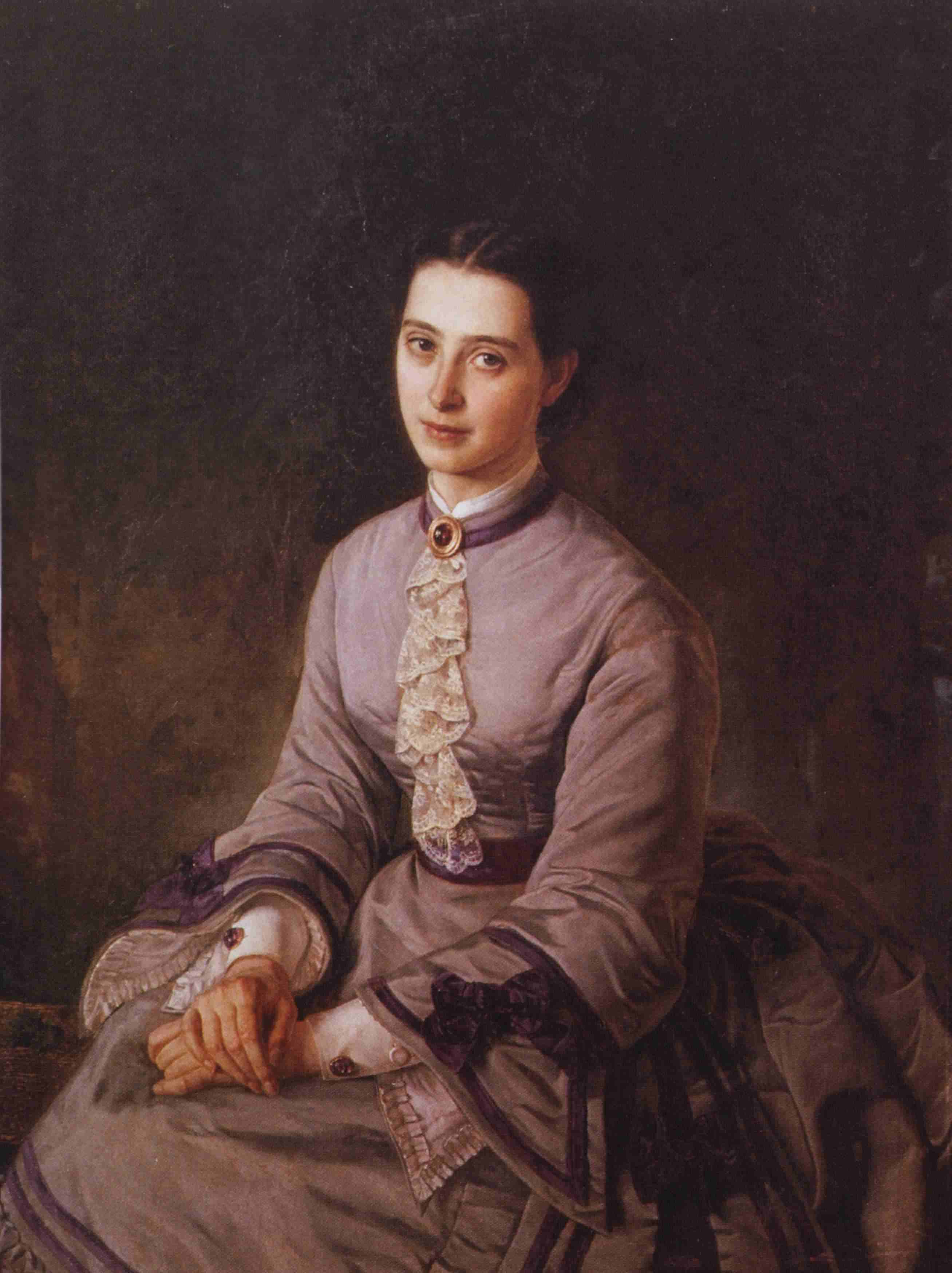
Alexandra Alexejewna Tschitscherina
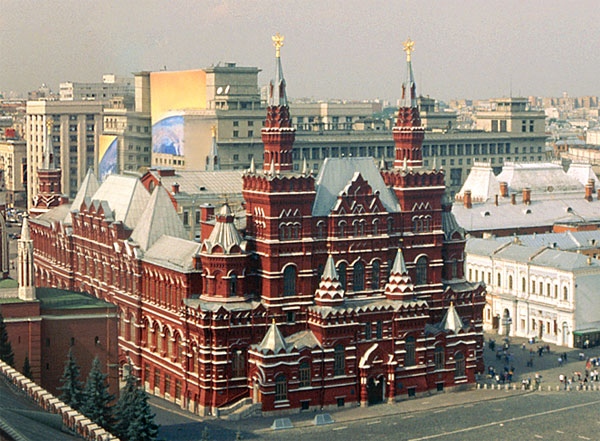
Historisches Museum, Moskau
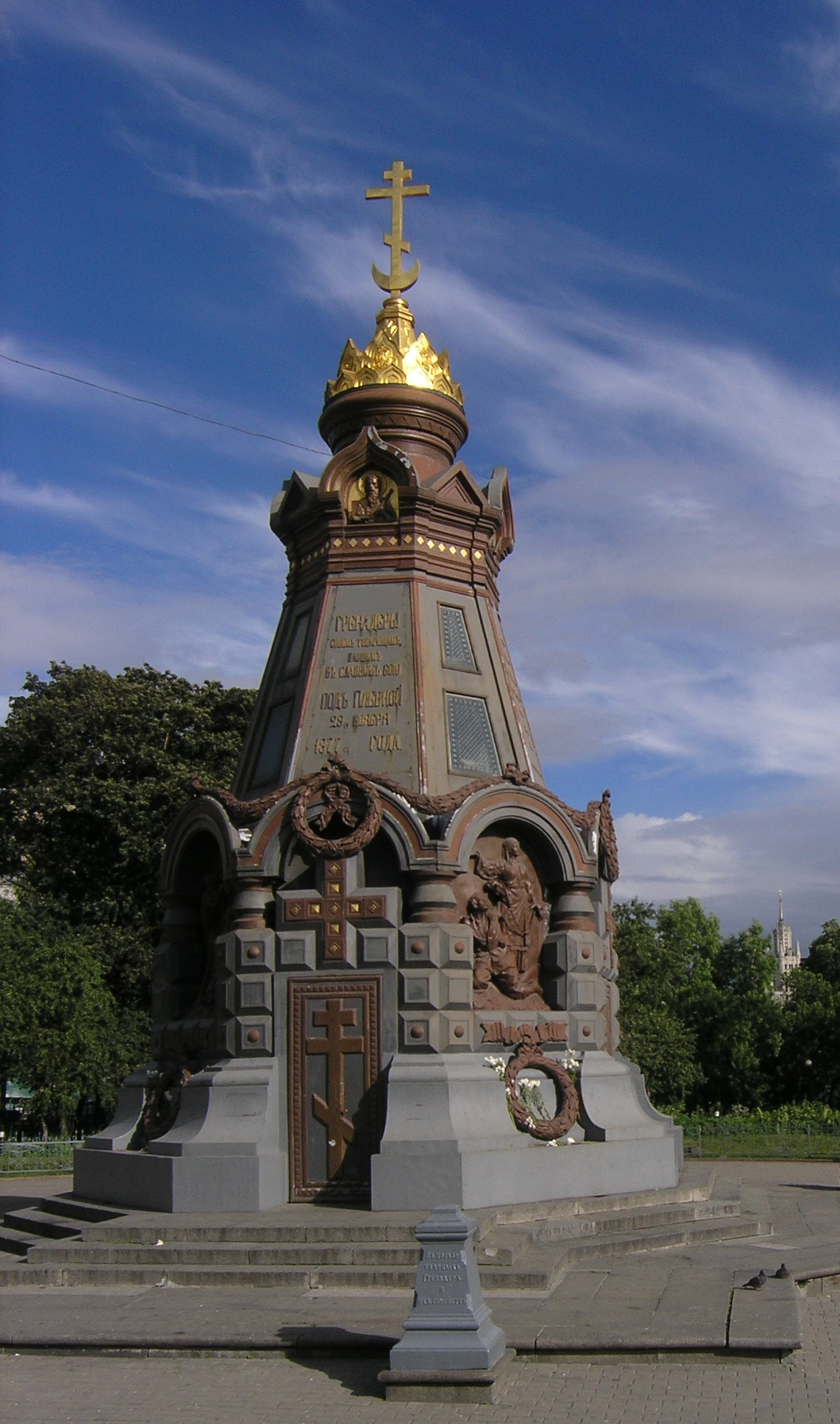
Denkmal der Helden von Plewen, Moskau
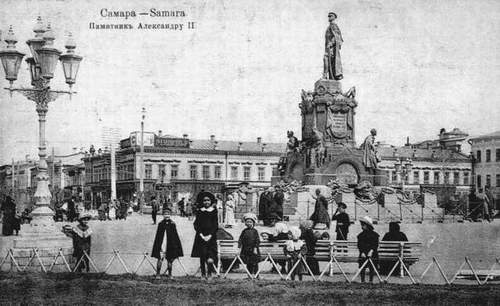
Denkmal Alexanders II., Samara